# Trichomanes fimbriatum
Trichomanes fimbriatum là một loài dương xỉ trong họ Hymenophyllaceae. Loài này được Backh. ex T. Moore mô tả khoa học đầu tiên năm 1862.